# USS Gwin (DD-71)
USS Gwin (DD-71) – amerykański niszczyciel typu Caldwell będący w służbie United States Navy w czasie I wojny światowej. Patronem okrętu był Lieutenant Commander William Gwin (1832–1863).
Okręt został zwodowany 22 grudnia 1917 w stoczni Seattle Construction & Drydock Company, matką chrzestną była James S. Woods. Jednostka weszła do służby 18 marca 1920 w Puget Sound, pierwszym dowódcą został Lt. Comdr. H. H. Bousen.
"Gwin" opuścił Puget Sound 26 kwietnia i udał się w rejs do portów kalifornijskich. Stamtąd przeszedł przez Kanał Panamski do Newport, gdzie dotarł 2 czerwca. Brał udział w operacjach wzdłuż wschodniego wybrzeża USA sięgających na południe do Charleston.
Niszczyciel został wycofany ze służby w Philadelphia Naval Shipyard 28 czerwca 1922. Pozostał nieaktywny w Filadelfii do czasu skreślenia jego nazwy z listy okrętów floty 25 stycznia 1937. Jego kadłub został sprzedany na złom 16 marca 1939 firmie Union Shipbuilding Company z Baltimore.